# Paszenhór-sztélé
A Paszenhór-sztélé (régebbi irodalomban Harpeszon-sztélé) ókori egyiptomi mészkő sztélé, amely a XXII. dinasztiához tartozó V. Sesonk fáraó uralkodásának 37. évében, i. e. 730 körül készült. Auguste Mariette talált rá 1851-ben a szakkarai Szerapeumban. Jelenleg a Louvre-ban található.

## Tartalma
A sztélét Ptah és Neith papja, Paszenhór állíttatta, és egy Ápisz-bika elpusztulásáról számol be. A temetkezési rítusokat Paszenhór hajtotta végre, aki saját genealógiáját is feljegyzi a sztélén. A szöveg első felében szerepel az Ápisz-bikáról szóló szöveg, a sztélé állításának eredeti célja:
„Ezt az istent [az Ápiszt] Aaheperré Sesonk [V. Sesonk], élet adassék neki, uralkodásának 12. évében, a második évszak negyedik havának negyedik napján mutatták be atyjának, Ptahnak [=iktatták be]. Őfelsége 11. évében született, és őfelsége 37. évében, az első évszak harmadik havának 27. napján pihent meg helyén a Ta-dzseszerben [=temették el]. Adjon életet, bőséget és egészséget, valamint szíve örömét szeretett fiának, Neith prófétájának, Paszenhórnak.”
Paszenhór ezután genealógiáját jegyzi fel tizenhat nemzedékre visszamenőleg, kb. a XX. dinasztia végéig:
```
        Buyuwawa, „a líbiai”    
                  |        
                  |        
                  |                              
             TF Mawaszun 
                  |
                  |
                  |    
            TF Nebnesi
                  |
                  |
                  |    
            TF Paihut(i)
                  |
                  |
                  |    
           TF 
Sesonk
 = Mehitenweszhet
                         |
                  +------+
                  |
           IA TF 
Nimlot
 = Tentszepeh                       
                          |
                 +--------+
                 |
            F 
I. Sesonk
 = 
Karomama

                         |
                  +------+
                  |
            F 
I. Oszorkon
 = 
Tasedhonszu

                        |
                 +------+
                 |
            F 
I. Takelot
 = 
Kapesz

                        |
                 +------+
                 |
            F 
II. Oszorkon
 = Dzsedmuteszanh
                         |
                 +-------+
                 |
           HK ÁF 
Nimlot
 = Tentszepeh
                       |
                +------+
                |
       HK Ptahudzsanhef = Tentszepeh
                        |
              +---------+
              |
       HK Hemptah   = Tjankemit
                    |
             +------+
             |
       HK Paszenhór  = Petpetdidiesz
                     |
              +------+
              |
       HK Hemptah B = Iretiru
                    |
                    |
                    |
                Paszenhór
```

(TF = törzsfő, IA = isteni atya, F = fáraó, ÁF = Ámon főpapja, HK = Hérakleopolisz kormányzója.)
Paszenhór genealógiája azért jelentős, mert a pap a királyi család tagja volt, és a XXII. dinasztia több fáraójával is közösek az ősei. A sztélének köszönhetően többet tudunk a dinasztia eredetéről és kronológiájáról, emellett innen tudni pár, máshol nem említett királyné – Karomama, Tasedhonszu és Kapesz – nevét is.

## Fordítás
- Ez a szócikk részben vagy egészben  a   Stela of Pasenhor című angol Wikipédia-szócikk ezen változatának fordításán alapul.  Az eredeti cikk szerkesztőit annak laptörténete sorolja fel. Ez a jelzés csupán a megfogalmazás eredetét és a szerzői jogokat jelzi, nem szolgál a cikkben szereplő információk forrásmegjelöléseként.